# Ataques a escolas durante a invasão israelense de Gaza

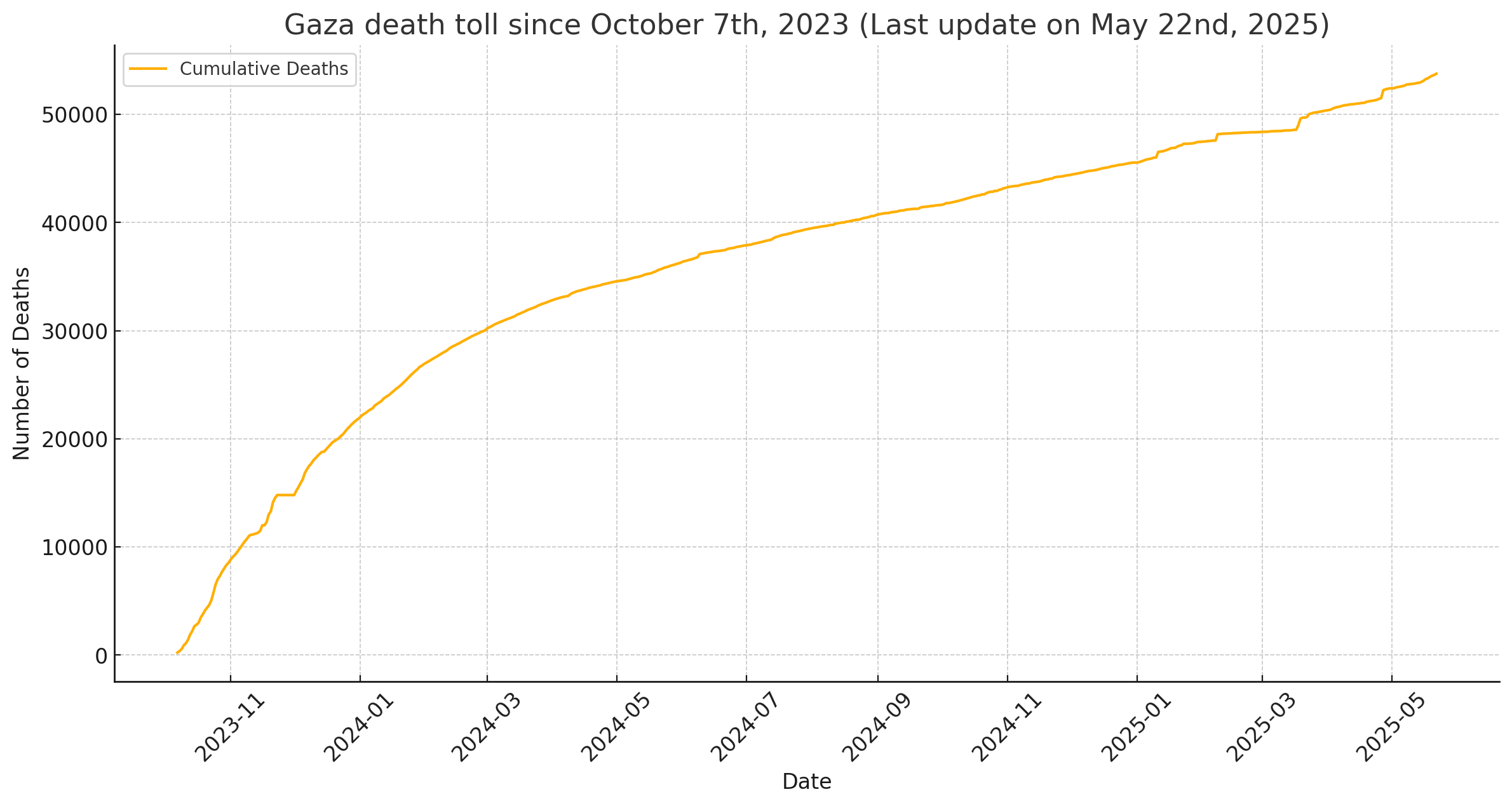
Baseado em dados do Ministério da Saúde de Gaza.

Desde o início da Guerra em Gaza em 7 de outubro de 2023, as Forças de Defesa de Israel (FDI) realizaram ataques (incluindo numerosos ataques aéreos) em mais de 200 instalações educacionais, incluindo universidades, na Faixa de Gaza.
Até o final de março de 2024, as Nações Unidas registraram mais de 200 ataques israelenses a escolas em Gaza, com pelo menos 53 escolas completamente destruídas. Até julho de 2024, todas as 19 universidades de Gaza sofreram danos severos, com 80% dos edifícios universitários destruídos, 103 acadêmicos mortos e 90.000 estudantes matriculados em ensino superior impossibilitados de continuar seus estudos. Em junho de 2024, a UNOCHA informou que 76% das escolas de Gaza precisavam de "reconstrução total ou reabilitação significativa", e em agosto de 2024, o UNICEF afirmou que 564, ou 85%, de todas as escolas em Gaza foram atingidas por ataques israelenses.

As FDI afirmam que atacam escolas porque militantes palestinos as utilizam para fins militares. Pesquisadores que investigaram as alegações das FDI concluíram que essas afirmações carecem de evidências ou que as evidências apresentadas eram enganosas. Quando as FDI destruíram a última universidade na Faixa de Gaza, a destruição foi realizada por uma explosão controlada.
Distribuição de mortes por idade e gênero (análise dos professores Michael Spagat e Daniel Silverman), novembro de 2023.

## Ataques

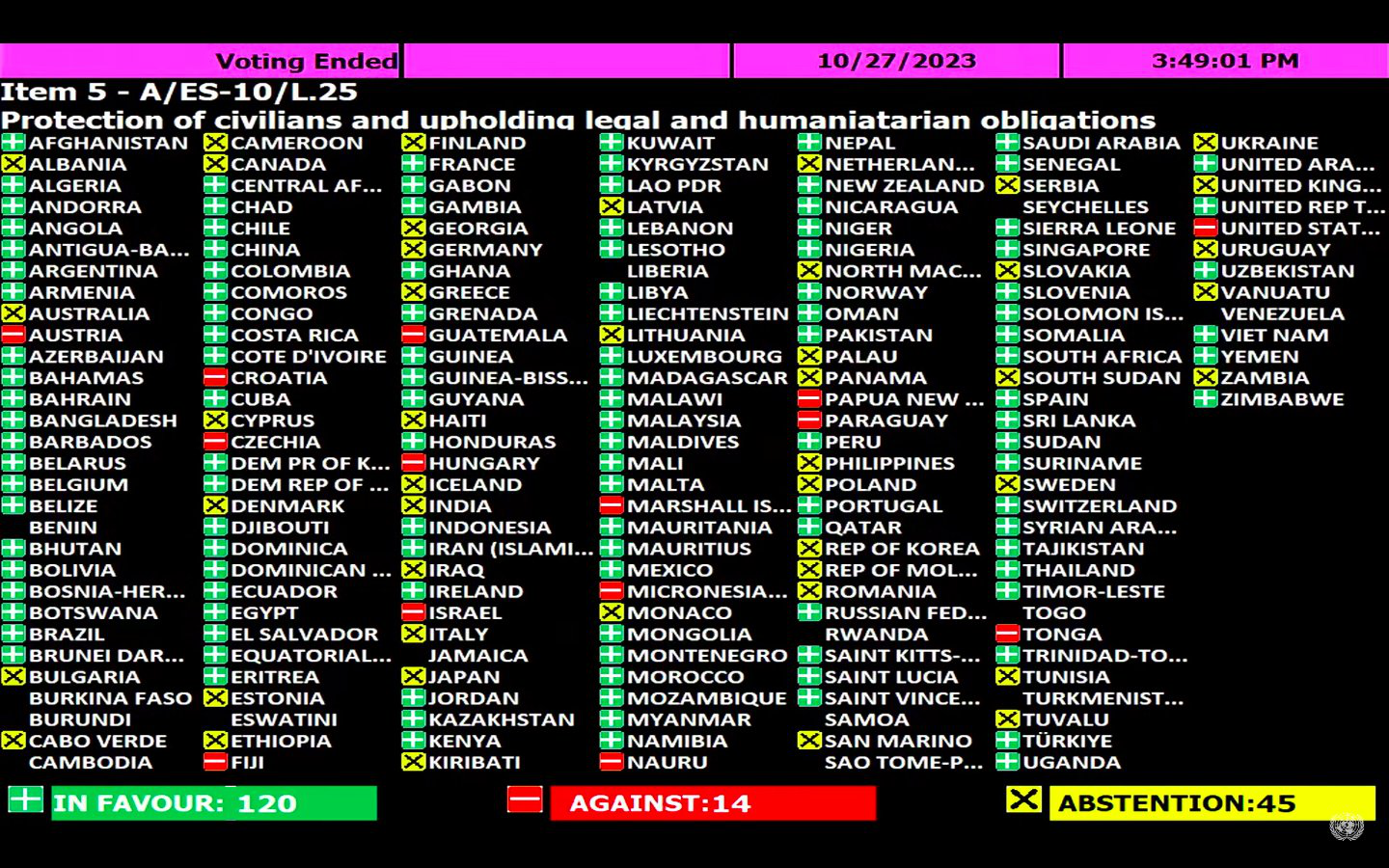
Em 27 de outubro, a Assembleia Geral das Nações Unidas aprovou a Resolução ES-10/21 pedindo um "cessar-fogo humanitário imediato e sustentado" e a cessação das hostilidades.

### Escola da UNRWA em Al-Maghazi
Em 17 de outubro de 2023, um ataque aéreo conduzido pelas FDI atingiu uma escola da Agência das Nações Unidas de Assistência aos Refugiados da Palestina no Oriente Próximo (UNRWA) no campo de refugiados de Al-Maghazi [en] na Faixa de Gaza. A UNRWA relatou que seis pessoas foram mortas pelo ataque aéreo e dezenas ficaram feridas, incluindo funcionários da UNRWA. A organização também afirmou que pelo menos 4.000 pessoas haviam se abrigado na escola desde o início da guerra em Gaza.
Pelo menos cinco pessoas foram mortas em um ataque aéreo na Escola Secundária para Meninas de Maghazi em 27 de dezembro.

### Escola Osama bin Zaid
Em 3 de novembro de 2023, um ataque aéreo das Forças de Defesa de Israel bombardeou a Escola Osama bin Zaid na área de Al-Saftawi, localizada no norte da Faixa de Gaza, uma escola pertencente à Agência das Nações Unidas de Assistência aos Refugiados da Palestina no Oriente Próximo (UNRWA). 20 pessoas foram mortas no ataque aéreo e dezenas de outros civis ficaram feridos, segundo o Ministério da Saúde de Gaza. O Ministério da Saúde e a UNRWA informaram que pelo menos 1.000 pessoas haviam se abrigado na escola desde o início da guerra.

### Escola Al-Fakhoora
Em 4 de novembro, uma porta-voz da UNRWA confirmou relatos de que Israel realizou outro ataque aéreo contra uma escola administrada pela ONU no campo de refugiados de Jabalia. Segundo o Ministério da Saúde de Gaza, o ataque à escola Al-Fakhoora matou 15 pessoas e feriu dezenas. A Reuters relatou ter obtido um vídeo de um menino chorando em desespero: "Eu estava aqui quando três bombardeios aconteceram, carreguei um corpo e outro corpo decapitado com minhas próprias mãos. Deus tomará minha vingança." Segundo a UNRWA, pelo menos um ataque atingiu o pátio da escola, onde famílias deslocadas haviam montado suas tendas. Em resposta ao ataque, o Al Jazeera comentou que Israel estava "tentando eliminar todas as fontes de sobrevivência para a população civil para forçar a evacuação para o sul de Gaza."
Um segundo ataque aéreo à escola ocorreu nas primeiras horas da manhã de 18 de novembro. Jornalistas no local relataram corpos espalhados por toda parte, sugerindo que o ataque poderia ter sido uma mensagem israelense para os civis fugirem para o sul da Faixa de Gaza. O segundo ataque matou pelo menos 50 pessoas. Um clipe de vídeo que surgiu após o que foi descrito como uma "massacre" mostra um homem caminhando por várias salas onde dezenas de corpos podem ser vistos, e o desespero pode ser ouvido por toda a escola.

### Escola Al-Buraq
Em 9 de novembro de 2023, um ataque aéreo israelense bombardeou a Escola Al-Buraq na Rua Lababidi, no bairro de Al-Nasr, ao norte da Cidade de Gaza, que estava sendo usada pela Agência de Refugiados das Nações Unidas (UNRWA) como abrigo. As pessoas abrigadas na escola eram aquelas cujas casas foram destruídas. Pelo menos 50 pessoas foram mortas no ataque, com múltiplos feridos relatados. O míssil israelense atingiu a escola pela manhã, quando milhares de pessoas estavam abrigadas no local. O ataque resultou na morte de pelo menos 50 pessoas e ferimentos. Entre os mortos havia também crianças. O Ministério da Saúde Palestino informou que dezenas de outras pessoas ficaram feridas. As FDI afirmaram que Ahmed Siam, um comandante do Hamas que, segundo elas, "manteve reféns cerca de 1.000 residentes de Gaza no Hospital Rantisi", foi morto no ataque junto com outros operativos do Hamas.

### Escola Al-Falah
Em 17 de novembro de 2023, um ataque aéreo israelense bombardeou a Escola Al-Falah, no bairro de Al-Zaytoun, na cidade, que estava sendo usada pela Agência de Refugiados das Nações Unidas (UNRWA) como abrigo. Pelo menos 20 pessoas foram mortas no ataque, com múltiplos feridos relatados. O míssil israelense atingiu a Escola Al-Falah pela manhã, quando milhares de pessoas estavam abrigadas no local. Devido ao apagão de comunicações [en] na Faixa de Gaza na época, as equipes de resgate só souberam do ataque à escola no dia seguinte.

### Escola Abu Hussein
Em 23 de novembro de 2023, um ataque aéreo israelense bombardeou a Escola Abu Hussein no campo de Jabalia, que estava sendo usada pela Agência de Refugiados das Nações Unidas (UNRWA) como abrigo. Pelo menos 27 pessoas foram mortas no ataque, com múltiplos feridos relatados. O míssil israelense atingiu a Escola Abu Hussein pela manhã, quando milhares de pessoas estavam abrigadas no local. A Escola Abu Hussein foi novamente bombardeada em outubro de 2024 [en], supostamente matando pelo menos 28 pessoas, incluindo várias crianças.

### Escola An-Nazla
A escola primária An-Nazla, no norte de Gaza, foi bombardeada enquanto centenas de refugiados se abrigavam lá. Pelo menos dez pessoas foram mortas, incluindo crianças. Em 25 de maio de 2024, uma mulher cuja filha ficou ferida no ataque declarou: "As crianças estavam brincando no pátio da escola, e de repente fomos bombardeados. Vivemos algo antinatural."

### Escola Al-Sardi
Em 6 de junho de 2024, por volta das 2 horas da manhã, as forças israelenses realizaram um ataque aéreo contra as salas de aula no andar mais alto da escola Al-Sardi, localizada no campo de refugiados de Nuseirat, utilizando dois mísseis. O ataque ocorreu após o exército anunciar novas ofensivas terrestres e aéreas em vários campos de refugiados no centro de Gaza. A munição utilizada no ataque foi do mesmo tipo empregado no ataque a Tel al-Sultan, especificamente uma GBU-39.

### Escola Haifa
Em 15 de dezembro de 2023, um ataque aéreo israelense atingiu a Escola Haifa na cidade de Khan Yunis, no sul da Faixa de Gaza, que estava sendo usada pela Agência de Refugiados das Nações Unidas (UNRWA) como abrigo. Pelo menos 20 pessoas foram mortas no ataque, com múltiplos feridos relatados. O bombardeio aéreo resultou na morte do fotógrafo da Al Jazeera, Samer Abu Daqqa [en], e na lesão de Wael Al-Dahdouh [en], diretor da Al Jazeera em Gaza.

### Universidade Israa
A Universidade Israa [en] em Al-Zahra [en], ao sul da Cidade de Gaza, foi destruída pelo exército israelense em janeiro de 2024. A UNOCHA relatou que as FDI estavam usando o campus como "uma instalação de detenção improvisada para interrogar detidos palestinos antes de sua transferência para um local desconhecido". A Universidade Birzeit [en] acusou as FDI de roubar 3.000 artefatos raros antes de destruir a universidade.

### Escola Al-Awda
Em 9 de julho de 2024, as Forças de Defesa de Israel bombardearam a escola Al-Awda, administrada pela UNRWA, que havia sido transformada em um abrigo para deslocados internos, acolhendo refugiados da invasão israelense [en] em Abasan al-Kabera, próxima à cidade de Khan Yunis, na Faixa de Gaza, Palestina. Pelo menos 31 palestinos foram mortos no ataque, e mais de 53 ficaram feridos; a maioria das vítimas era composta por mulheres e crianças. Muitas das vítimas eram refugiados de Rafah, deslocados após a ofensiva de Rafah [en] conduzida por Israel. Este foi o quarto ataque a uma escola palestina realizado pelas Forças de Defesa de Israel nos quatro dias anteriores.

### Ataque aéreo à Escola Khadija
O ataque aéreo à escola Khadija realizado pelas Forças de Defesa de Israel (FDI) ocorreu em 26 de julho de 2024, durante a Guerra em Gaza, na região central da Faixa de Gaza, especificamente em Deir al-Balah. O ataque resultou na morte de pelo menos 30 pessoas, incluindo sete menores de idade. O Ministério da Saúde de Gaza, administrado pelo Hamas, relatou mais 100 feridos. As vítimas, que buscavam abrigo na escola, foram levadas para o Hospital Shuhada al-Aqsa para receber atendimento médico.

### Escola Hamama
Em 4 de agosto de 2024, as Forças de Defesa de Israel (FDI) bombardearam a escola Hamama, localizada no bairro de Sheikh Radwan [en], em Gaza. A escola servia como abrigo para pessoas deslocadas pela Invasão israelense da Faixa de Gaza, incluindo mulheres e crianças. Segundo a Defesa Civil de Gaza, 17 pessoas foram mortas e "muitas outras" ficaram feridas, enquanto a escola foi "completamente destruída". O ataque foi um dos diversos ataques a escolas durante a invasão israelense de Gaza. O exército israelense afirmou que a escola estava sendo usada pelo Hamas como centro de comando e controle para planejar e executar ataques contra tropas israelenses, além de fabricar e armazenar armas. O Hamas criticou essa alegação, classificando-a como um pretexto falso "para atacar civis indefesos". O Movimento de Resistência Palestina descreveu o ataque como uma continuação da "guerra brutal de extermínio" de Israel em Gaza.

### Escola Al-Tabin
Em 10 de agosto de 2024, as Forças de Defesa de Israel (FDI) realizaram um ataque aéreo contra a escola Al-Tabaeen, localizada no leste da Cidade de Gaza, que abrigava palestinos deslocados em busca de refúgio durante a Guerra em Gaza. Segundo as autoridades de saúde palestinas, pelo menos 80 Palestinos foram mortos e 47 outros ficaram feridos, com várias vítimas presas na escola devido à propagação do fogo. As FDI afirmaram que esses números parecem ter sido inflacionados.
Por volta das 4h40, durante as orações matinais Fajr [en], na escola Al-Tabaeen, que abrigava cerca de 6.000 refugiados e deslocados internos palestinos, três foguetes atingiram o prédio, causando seu colapso. Como resultado, um incêndio se iniciou, causando mais vítimas. Os esforços de trabalhadores de resgate e outros civis para conter a propagação do fogo e salvar vidas de civis presos foram gravemente dificultados devido ao corte do exército israelense no abastecimento de água da região.
Este foi o quinto ataque a uma escola em uma semana, e o Escritório de Direitos Humanos da ONU declarou estar "horrorizado com o padrão recorrente" de ataques a escolas. Uma investigação da Al Jazeera concluiu que o bombardeio foi deliberadamente realizado para maximizar as vítimas. As Forças de Defesa de Israel (FDI) alegaram que a escola "abrigava 31 terroristas do Hamas e da JIP" e era usada como "sede do Hamas". Além disso, afirmaram que tomaram medidas para evitar danos a civis. Analisando as explicações oficiais das FDI, o jornalista investigativo israelense Meron Rapoport concluiu que "o exército bombardeou um abrigo populoso sabendo plenamente das repercussões mortais que seu ataque causaria". Um especialista em armamentos da CNN identificou estilhaços visíveis em imagens do aftermath do ataque como provenientes de uma GBU-39 fabricada pela Boeing, com sede nos EUA.

### Escola Al-Jawni
Em 11 de setembro de 2024, as Forças de Defesa de Israel (FDI) bombardearam a escola Al-Jawni, administrada pelas ONU, localizada no campo de refugiados de Nuseirat [en], no centro da Faixa de Gaza. A escola servia como abrigo para pessoas deslocadas pela Invasão israelense da Faixa de Gaza, incluindo mulheres e crianças. Segundo equipes de resgate, 18 pessoas foram mortas e mais de 44 ficaram feridas. Entre os mortos estavam seis funcionários das Nações Unidas, incluindo o gerente do abrigo da UNRWA. Este foi o maior número de mortos entre funcionários da ONU em um único incidente durante a Guerra em Gaza, elevando o total de funcionários da UNRWA mortos desde o início do conflito para 220. As FDI afirmaram que pelo menos nove das pessoas mortas eram operativos do Hamas. O ataque foi um dos diversos ataques a escolas durante a invasão israelense de Gaza e o quinto bombardeio à escola Al-Jawni desde outubro de 2023.

### Massacre na Escola Shadia Abu Ghazala
Em dezembro de 2023, surgiram relatos de um massacre de palestinos, incluindo mulheres, crianças e bebês, por forças israelenses na Escola Shadia Abu Ghazaleh [en], a oeste do campo de refugiados de Jabalia [en] em Al-Faluja [en], na parte norte da Faixa de Gaza. O massacre teria ocorrido no início de dezembro. A escola estava sendo usada como abrigo e foi cercada pelas FDI por vários dias. Vídeos e fotos mostraram corpos empilhados na escola e danos ao interior do prédio. Sobreviventes do massacre relataram que mulheres, crianças e bebês foram "executados a sangue frio" por tropas israelenses enquanto se abrigavam na escola. Relatos indicam que entre 7 e 15 corpos crivados de balas foram encontrados.

### Massacre na Escola Fahmi al-Jarjawi
Em 25 de maio de 2025, um ataque aéreo israelense matou pelo menos 36 pessoas, incluindo 18 crianças e seis mulheres, e feriu pelo menos 55 outras pessoas na Escola Fahmi Al-Jarjawi, no bairro al-Daraj [en] na Cidade de Gaza.

### Outros

#### 2023
Em 3 de dezembro de 2023, a Força Aérea Israelense bombardeou a escola Holy Family na Cidade de Gaza.

#### 2024
Em julho de 2024, ataques aéreos israelenses atingiram várias escolas, levando a porta-voz da UNRWA, Juliette Touma, a declarar que os ataques a escolas haviam se tornado "quase uma ocorrência diária". Em 7 de julho de 2024, um ataque israelense à escola Al-Jaouni matou pelo menos 16 palestinos e feriu 50, segundo o Ministério da Saúde Palestino. A escola Al-Jawni foi atingida por um ataque israelense que matou 16 pessoas, segundo o Ministério da Saúde de Gaza. No dia seguinte, a escola Holy Family na Cidade de Gaza foi atingida por um ataque, e o Patriarcado Latino de Jerusalém afirmou que a escola era "um local de refúgio para centenas de civis". Em 14 de julho de 2024, um ataque israelense à Escola Abu Oraiban matou 22 pessoas e feriu 100, segundo o Ministério da Saúde de Gaza. Em 16 de julho de 2024, um ataque aéreo israelense à escola al-Razi no campo de refugiados de Nuseirat supostamente matou pelo menos 42 pessoas, tornando-se a sexta escola da ONU bombardeada em um período de dez dias. Em 17 de julho de 2024, a porta-voz da UNRWA, Juliette Touma, afirmou que oito escolas foram atingidas nas duas semanas anteriores. Em 27 de julho, pelo menos 30 pessoas foram mortas por um ataque aéreo israelense em uma escola em Deir al-Balah.
Em agosto de 2024, a UNOCHA afirmou que os ataques israelenses contra escolas pareciam estar "ocorrendo com frequência crescente". No início do mês, ataques aéreos israelenses nas escolas al-Nasr, Hassan Salama e Dalal al-Mughrabi resultaram em dezenas de vítimas. Segundo a UNOCHA, as escolas estavam abrigando milhares de pessoas deslocadas internamente. Em 4 de agosto de 2024, um ataque aéreo israelense na escola Hassan Salame matou pelo menos 30 pessoas, segundo a agência de resposta a emergências palestina. A escola estava funcionando como abrigo para pessoas deslocadas. Em 20 de agosto de 2024, a autoridade de Defesa Civil de Gaza afirmou que um ataque aéreo israelense matou pelo menos 12 pessoas na escola Mustafa Hafez. No dia seguinte, a Defesa Civil afirmou que um ataque aéreo israelense matou pelo menos quatro pessoas na Escola Salah al-Din.
Em setembro de 2024, um ataque aéreo israelense matou pelo menos 24 pessoas e feriu 30 na Escola Zeitoun na Cidade de Gaza. O Ministério das Relações Exteriores da Jordânia condenou o ataque nos "termos mais fortes". No mesmo mês, um ataque israelense à Escola Hafsa al-Faluja matou pelo menos 15 pessoas. Em outubro de 2024, 28 pessoas foram mortas por um bombardeio israelense na escola Rufaida [en]. Sete pessoas foram supostamente mortas por um bombardeio israelense na escola Zayd ibn Haritha. Em 19 de outubro de 2024, um ataque aéreo israelense matou pelo menos 73 pessoas na Escola Asmaa no campo de refugiados de Al-Shati em Beit Lahia, segundo a Defesa Civil de Gaza. Em 24 de outubro de 2024, um ataque aéreo israelense matou pelo menos 17 pessoas na escola Al-Shuhada, segundo autoridades hospitalares. Em 3 de novembro de 2024, as FDI atacaram uma escola Cozinha de Sopa de Gaza [en] em Beit Lahia, que tinha uma placa em seu telhado dizendo: "Escola. Por favor, não bombardeie" em hebraico e inglês.

#### 2025
Em 3 de abril de 2025, pelo menos 27 palestinos, incluindo mulheres e crianças, foram mortos em um ataque aéreo israelense contra a escola Dar al-Arqam, em Tuffah [en]. Em 23 de abril, dez pessoas morreram em um ataque israelense à escola Yafa, na cidade de Gaza. Segundo relatos, uma das vítimas, uma criança, foi queimada viva em um incêndio após o ataque. Em 12 de maio, pelo menos 16 palestinos, incluindo cinco crianças, foram mortos em um ataque aéreo israelense contra a escola Fatima Bint Assad, no campo de refugiados de Jabalia. Em 19 de maio, pelo menos cinco pessoas morreram e várias outras ficaram feridas, incluindo crianças, quando ataques aéreos israelenses atingiram a escola Al-Hasayna, um abrigo humanitário no campo de refugiados de Nuseirat [en]. Em 20 de maio, dez pessoas foram mortas em um ataque aéreo israelense à escola Musa bin Nusayr. Em 3 de julho, pelo menos 16 pessoas foram mortas por forças israelenses na escola Mustafa Hafez, na cidade de Gaza.
Em 11 de julho, oito palestinos, incluindo crianças, foram mortos quando forças israelenses atacaram a escola Halimah al-Saadiyah, em Jabalia.

## Acusações de crimes de guerra
As motivações de Israel para atacar estruturas civis em Gaza permanecem controversas. Israel afirma que os alvos são militares, enquanto críticos acusam soldados israelenses de atacar deliberadamente civis e infraestrutura civil em retaliação aos ataques de 7 de outubro.
Durante a guerra de Gaza, as Forças de Defesa de Israel (FDI) alegaram ter evidências de foguetes do Hamas lançados próximos a escolas. O grupo britânico de pesquisa Forensic Architecture [en] analisou as evidências das FDI e concluiu que, frequentemente, um único caso alegado de uso militar palestino de uma escola era usado para justificar ataques generalizados a escolas na região. Mesmo nos casos isolados apresentados pelas FDI, a Forensic Architecture considerou as evidências enganosas e não comprovadas. Israel também acusou o Hamas de usar escolas como "centros de comando e controle". Apesar de Israel afirmar que visa o Hamas, equipes de resgate relatam que a maioria dos mortos encontrados nos escombros de escolas destruídas são mulheres e crianças. O Hamas nega usar escolas para fins militares.
Em um vídeo, soldados das FDI comemoram enquanto destroem escolas da UNR confeccionadas em azul. Soldados das FDI também publicaram vídeos destruindo ou vandalizando escolas em Gaza. Em um vídeo, soldados das FDI incendiaram uma biblioteca.
Muitos, incluindo mais de 1.600 acadêmicos e canais de notícias, afirmam que Israel está atacando instalações educacionais e cometendo escolasticídio [en] em Gaza. Sean Carroll, diretor executivo da American Near East Refugee Aid, afirmou que o termo escolasticídio é apropriado e descreveu o "alvo" de escolas.

## Impactos

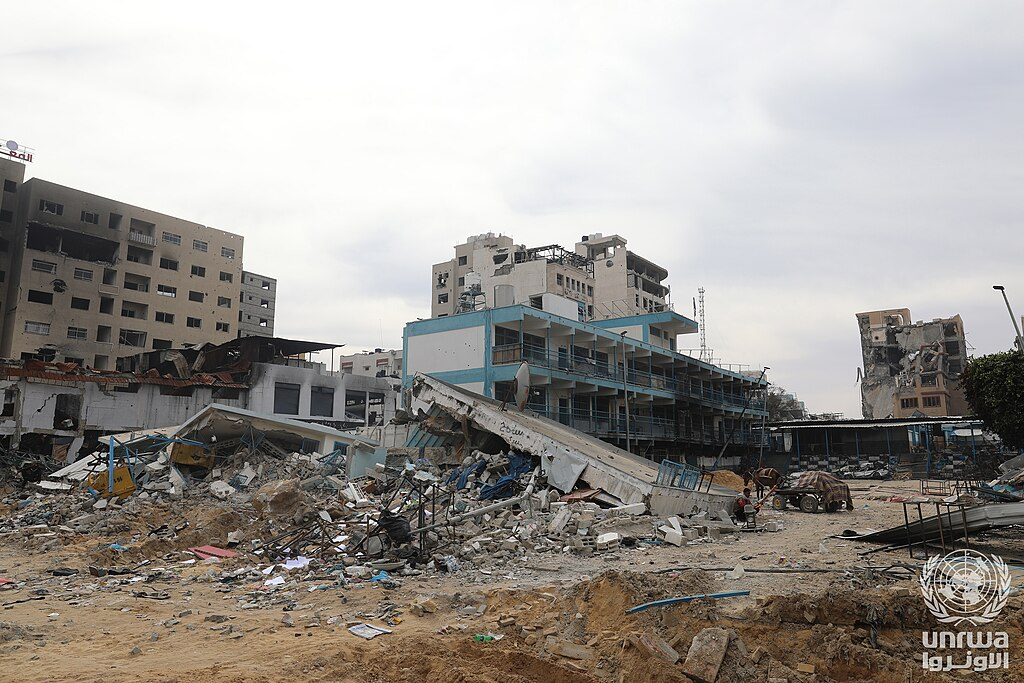
Uma escola da UNRWA destruída no en em fevereiro de 2024.

O Ministério da Educação da Faixa de Gaza relatou que, entre 7 de outubro e 26 de dezembro, 4.037 estudantes e 209 funcionários educacionais foram mortos, 7.259 estudantes e 619 professores ficaram feridos, e 352 escolas foram danificadas. Em 16 de janeiro, o Ministério da Educação informou que 4.368 estudantes haviam sido mortos e 388 escolas danificadas desde 7 de outubro. Grupos de direitos humanos relataram que 94 professores universitários foram mortos. Até 4 de fevereiro de 2024, o Ministério da Educação de Gaza informou que 4.800 estudantes haviam sido mortos. Em março de 2024, o Ministério da Educação e a ONU relataram que 5.479 estudantes haviam sido mortos. Até o final de março, o Ministério da Educação informou que o total de estudantes mortos chegou a 5.881. Como resultado da destruição de escolas em Gaza, a educação de 600.000 crianças foi interrompida. Alguns estudantes foram matriculados em escolas virtuais.
No final de dezembro de 2023, a ONU informou que 90% dos edifícios escolares em Gaza estavam sendo usados como abrigos. A ONU também relatou que 75% da infraestrutura educacional de Gaza foi danificada. Em 11 de fevereiro de 2024, um representante do Ministério da Educação de Gaza afirmou que "todas as instituições de ensino superior na Faixa de Gaza foram danificadas, total ou parcialmente". No final de abril de 2024, o UNOCHA estimou que 65% das escolas usadas como abrigos para deslocados foram "atingidas diretamente ou danificadas". Em maio de 2024, o Escritório de Mídia do Governo informou que mais de 100 acadêmicos em Gaza foram mortos por Israel. Em junho de 2024, cerca de 39.000 estudantes do ensino médio não puderam realizar seus exames finais [en].
Um relatório de pesquisadores da Universidade de Cambridge, do Centro de Estudos Libaneses e da UNRWA afirmou que os ataques de Israel atrasaram a educação das crianças palestinas em cinco anos e podem criar uma "geração perdida".

### Efeitos nas crianças

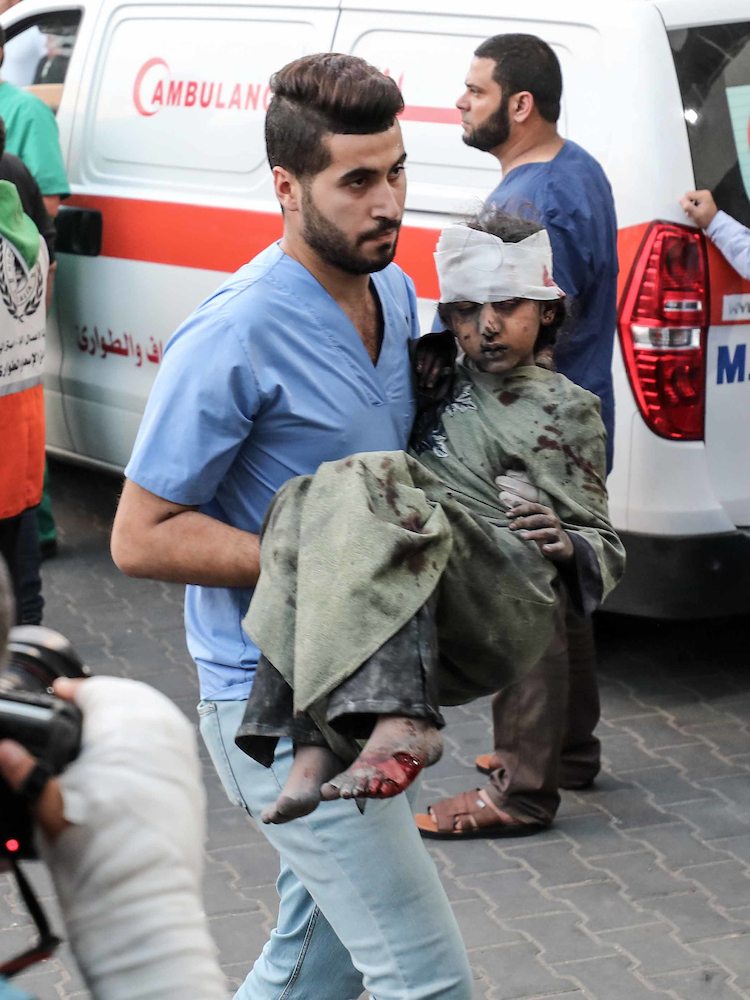
Criança ferida no Hospital Al-Shifa

Como resultado da guerra de Gaza, as crianças foram desproporcionalmente afetadas na Faixa de Gaza, onde 40% da população tem 14 anos ou menos. Em 13 de novembro, o UNICEF relatou que mais de 700.000 crianças em Gaza foram deslocadas. Uma grave crise humanitária, com relatos de crianças sofrendo uma epidemia grave de gastroenterite devido à falta de água potável, gerou preocupações entre autoridades de saúde e organizações de ajuda. No início do conflito, o Secretário-Geral da ONU, António Guterres, alertou que "Gaza está se tornando um cemitério para crianças. Centenas de meninas e meninos estão sendo mortos ou feridos todos os dias".
Organizações como Save the Children, UNICEF e autoridades de saúde palestinas relataram que crianças estão sofrendo com deficiências permanentes, problemas de saúde mental e amputações, além de milhares enfrentarem desidratação, desnutrição, doenças respiratórias e de pele. Até o final de março de 2024, estima-se que 13.000 crianças em Gaza foram mortas, com milhares ainda soterradas nos escombros. O vice-diretor do UNICEF descreveu as condições das crianças em Gaza como as "mais horríveis" que já viu. A crise contínua também afetou vacinações de rotina, deixando milhares de crianças em risco, além de desafios como abrigos inadequados, falta de casacos de inverno adequados e o impacto psicológico na saúde mental das crianças.
A suspensão do ano letivo de 2023-2024 devido à guerra em curso deixou mais de 625.000 alunos e 22.500 professores em Gaza sem aulas. Em abril de 2024, o Ministério da Educação da Palestina informou que 5.994 estudantes em Gaza foram mortos desde 7 de outubro. O UNICEF relatou que 80% das escolas em Gaza foram danificadas ou destruídas, deixando os estudantes sem acesso à educação. A Sociedade do Crescente Vermelho da Palestina (PRCS) informou que cerca de 1.000 crianças em Gaza perderam uma ou ambas as pernas. Além disso, as Nações Unidas revelaram que mais de 50.000 crianças em Gaza enfrentam desnutrição severa.

## Reações

### Na Palestina
Um estudante de mestrado da Universidade Islâmica de Gaza declarou: "Não estamos falando apenas da destruição da estrutura da universidade, mas também do futuro de todos os estudantes. Pessoas que começaram a estudar mestrado, graduação ou até doutorado. Não sabemos como continuaremos".
A correspondente da Al Jazeera, Hind Khoudary [en], afirmou: "As escolas na Faixa de Gaza não são apenas escolas, são abrigos e cemitérios". Em maio de 2024, o primeiro-ministro palestino Mohammad Mustafa compartilhou uma imagem de um soldado israelense queimando livros na Universidade Al-Aqsa, afirmando: "Israel atacou todas as universidades na Faixa, com algumas sendo completamente destruídas". Em um editorial do New York Times, Mosab Abu Toha escreveu: "Como um professor — eu ou qualquer outro — pode voltar a ensinar crianças e fingir que esses mesmos lugares não foram zonas de morte e sofrimento?"

### Internacional

#### Acadêmicos e ativistas
O neologismo "escolasticídio", usado em 2009 para descrever "a destruição sistemática por forças israelenses de centros educacionais importantes para a sociedade palestina", ressurgiu em meio às hostilidades de 2023 e início de 2024. A professora Chandni Desai, da Universidade de Toronto, afirmou: "O escolasticídio não é genocídio por si só, mas pode-se argumentar que é parte da guerra genocida".
A laureada com o Nobel Malala Yousafzai comentou sobre uma série de bombardeios de escolas em julho de 2024, afirmando: "É horrível quantas escolas foram bombardeadas em Gaza". Em uma postagem nas redes sociais em setembro de 2024, Yousafzai escreveu: "Estou horrorizada que Israel continue atacando escolas em Gaza — onde milhares de deslocados estão abrigados — com ataques indiscriminados".
Em abril de 2025, a Organization of American Historians [en] (OAH) aprovou uma resolução condenando o "escolasticídio" de Israel em Gaza, com uma maioria de 104 membros votando a favor e apenas 25 contra. A organização também pediu um cessar-fogo permanente em Gaza.

#### Organizações humanitárias
Em junho de 2024, o diretor do Programa Al Fakhoura no Catar criticou os ataques aéreos, afirmando: "Atacar infraestrutura educacional crítica destrói a esperança de muitos palestinos em Gaza, onde a educação é uma ferramenta importante e essencial para a sobrevivência e igualdade".
A UNRWA criticou os ataques aéreos de Israel contra escolas, afirmando: "Esse desrespeito flagrante ao direito humanitário deve parar". Em julho de 2024, o chefe da UNRWA, Philippe Lazzarini [en], comentou sobre um ataque aéreo israelense a uma escola da ONU, dizendo: "Outro dia. Outro mês. Outra escola atingida".
Em agosto de 2024, um oficial de comunicações do UNICEF discutiu os ataques de Israel a escolas e outras infraestruturas civis, afirmando: "Essas escolas não são mais escolas. São abrigos básicos para muitas famílias, e, infelizmente, vimos nos últimos 10 meses muitos desses ataques a escolas, hospitais e infraestrutura civil que crianças e famílias dependem, o que torna a vida ainda mais miserável".
Ramy Abdu [en], chefe do Euro-Mediterranean Human Rights Monitor [en], descreveu o assassinato do analista político palestino Ayman Rafati por Israel como parte do escolasticídio em Gaza. O Monitor de Direitos Humanos Euro-Mediterrâneo condenou veementemente os ataques intensificados de Israel a escolas operadas pela UNRWA que abrigam deslocados em várias partes da Faixa de Gaza. A equipe do Euro-Med Monitor documentou numerosos ataques aéreos e de artilharia israelenses a pelo menos cinco escolas da UNRWA nas últimas 24 horas, resultando em múltiplas vítimas e representando uma grave violação das proteções legais que deveriam salvaguardar instalações da ONU.